# Llano de Piedras
Llano de Piedras es un corregimiento del distrito de Macaracas en la provincia de Los Santos, República de Panamá. La ciudad tiene 1.737 habitantes (2008).

## Fiestas
Los santos patronos de Llano de Piedras son Santa Rosa de Lima, la cual se celebra del 30 agosto al 2 de septiembre con la amanecida de Alfredo (Fello) Escudero y el Santo Hermano Pedro de San José Betancur, en donde destaca un desfile carrozas engalanadas.